# Рикеттс, Майкл
Майкл Баррингтон Рикеттс (англ. Michael Barrington Ricketts; род. 4 декабря 1978, Бирмингем) — английский футболист, нападающий. Сыграл 1 матч за сборную Англии.

## Карьера
Рикеттс — воспитанник «Уолсолла». В 1996 перешёл в основную команду, дебютировав 17 августа в матче против «Ротерем Юнайтед». 8 марта 1997 года забил свой первый гол в чемпионате в ворота «Шрусбери Таун». Всего за «Уолсолл» сыграл 76 матча и забил 14 голов.

## Карьера в сборной
13 февраля 2002 года Майкл сыграл свой единственный матч за основную сборную против сборной Нидерландов.